# Festival der Musik- und Kunstschulen Brandenburg

Big Band "Music Messengers" aus Schwedt beim Sound City 2025

Sound City, das Festival der Musik- und Kunstschulen Brandenburg (bis 2007: Landesmusikschultage Brandenburg), ist das größte Jugendkulturfest im Land Brandenburg und wird vom Verband der Musik- und Kunstschulen Brandenburg in Kooperation mit der jeweils austragenden Stadt und dem Landkreis organisiert. Nach einer ersten Veranstaltung im Jahr 1994 in Beeskow findet das Festival seit 1997 zweijährlich am ersten Wochenende der Sommerferien in einer wechselnden Stadt in Brandenburg statt.
Auf mehreren zentral in der jeweiligen Stadt gelegenen Bühnen treten an drei Tagen junge Musiker, Tänzer und Künstler der öffentlichen Musik- und Kunstschulen des Landes Brandenburg und der allgemeinbildenden Schulen der Region in Ensembles, Bands, Orchestern, Chören, Tanz- und Musicalgruppen auf. Auch andere Kinder- und Jugendeinrichtungen wie Kitas und Jugendvereine sowie regionale Musikgruppen beteiligen sich am Programm. Seit 2013 gibt es neben dem Bühnenprogramm zudem ein großes Angebot an Aktionskunst, Kunstinstallationen, -ausstellungen und -Workshops, organisiert von den Kunstschulen des Verbandes. Begleitet werden die Konzerte und Kunstaktionen von diversen, über die ganze Stadt verteilten Sonderveranstaltungen. Moderatoren des RBB führen durch das Programm. Das dreitägige Open-Air-Festival bietet den Schülern die Möglichkeit zu Auftritten vor einem breiten Publikum und des Kennenlernens von anderen jungen Musikern und Künstlern aus dem Land. Mit Veranstaltungen verschiedener Genres ist Sound City das größte Jugendkulturfestival und nach dem Brandenburg-Tag das zweitgrößte Festival im Land Brandenburg. Der Eintritt zu allen Veranstaltungen ist frei. 
Schirmherr der Veranstaltung ist der Ministerpräsident des Landes Brandenburg.

## Bisherige Festivals
| Nr. | Jahr | Ort                        | Termin             | Motto           | Teilnehmerzahl       | Besucherzahl | Bemerkungen                                                                                       |
| --- | ---- | -------------------------- | ------------------ | --------------- | -------------------- | ------------ | ------------------------------------------------------------------------------------------------- |
| 1   | 1994 | Beeskow                    |                    |                 |                      |              |                                                                                                   |
| 2   | 1997 | Finsterwalde               | 20. bis 22. Juni   |                 | 1.300                |              |                                                                                                   |
| 3   | 1999 | Prenzlau                   | 16. bis 18. Juli   |                 | 3.000                |              |                                                                                                   |
| 4   | 2001 | Perleberg                  | 20. bis 22. Juli   |                 |                      | 30.000       |                                                                                                   |
| 5   | 2003 | Pritzwalk                  | 4. bis 6. Juli     |                 | 3.000                | 20.000       |                                                                                                   |
| 6   | 2005 | Bad Freienwalde (Oder)     | 24. bis 26. Juni   |                 | 2.600                |              |                                                                                                   |
| 7   | 2007 | Spremberg                  | 13. bis 15. Juli   |                 | 2.400;; 2.452; 3.000 | 60.000       |                                                                                                   |
| 8   | 2009 | Fürstenwalde               | 17. bis 19. Juli   | Sound City 2009 | 2.400; 2.412         | 30.000       |                                                                                                   |
| 9   | 2011 | Guben                      | 1. bis 3. Juli     | Sound City 2011 | 2.000                | 50.000       |                                                                                                   |
| 10  | 2013 | Eberswalde                 | 21. bis 23. Juni   | Sound City 2013 | 2.400                | 45.000       |                                                                                                   |
| 11  | 2015 | Wittenberge                | 17. bis 19. Juli   | Sound City 2015 | 1.500                | 20.000       |                                                                                                   |
| 12  | 2017 | Luckenwalde                | 21. bis 23. Juli   | Sound City 2017 | 1.800                | 35.000       |                                                                                                   |
|     | 2019 |                            |                    |                 |                      |              | zunächst verschoben auf 2020, dann wegen der COVID-19-Pandemie in Deutschland verschoben auf 2021 |
| 13  | 2021 | im ganzen Land Brandenburg | Juni bis September | Sound City OPEN |                      |              |                                                                                                   |
| 14  | 2023 | Schwedt/Oder               | 14. bis 16. Juli   | Sound City 2023 | 2.600                | 25.000       |                                                                                                   |
| 15  | 2025 | Ludwigsfelde               | 25. bis 27. Juli   | Sound City 2025 | 2.000                | 30.000       |                                                                                                   |